# Jacques Mairesse
Jacques Désiré Mairesse (* 27. Februar 1904 in Paris; † 13. oder 15. Juni 1940 in Véron, Département Yonne) war ein französischer Fußballspieler, Präsident der ersten französischen Spielergewerkschaft und Sachbuchautor.

## Vereinskarriere
Über die Anfänge von Jacques Mairesses fußballerischen Aktivitäten ist nur wenig bekannt. Anfang der 1920er Jahre hat er, während seines Militärdienstes, parallel sowohl für einen Verein aus dem französischen Nordafrika als auch für einen elsässischen Klub gespielt. Diese verbotene Tatsache löste im Frühjahr 1926, als der linke Verteidiger bereits den grün-weißen Dress des FC Cette trug, eine Affäre im Landespokalwettbewerb aus: Cettes Viertelfinalgegner Stade Français Paris protestierte gegen die Wertung seiner 1:2-Niederlage. In der vom Landesverband Fédération Française de Football Association (FFFA) daraufhin angesetzten Wiederholungspartie unterlag Mairesses Mannschaft und schied aus. In einer Zeit, in der es in Frankreich noch keine landesweite Meisterschaft gab, erreichte er mit Sète zweimal das französische Pokalendspiel, kam darin allerdings weder 1929 noch 1930 zum Einsatz. Immerhin war er 1927 aber zum Nationalspieler geworden.
Mit der Einführung des Professionalismus (Saison 1932/33) wechselte Jacques Mairesse zum in die höchste Spielklasse aufgenommenen Red Star Olympique. Am Ende der Saison stieg Red Star in die neu geschaffene Division 2 (Nordgruppe) ab, 1934 gelang jedoch der sofortige Wiederaufstieg. Erst ab dann sind Zahlen über seine Punktspieleinsätze zu ermitteln: in der Saison 1934/35 bestritt er 27 der 30 Spiele Red Stars. Angesichts des enttäuschenden 12. Tabellenplatzes der Pariser Vorstädter wechselte Mairesse im Sommer 1935 zu Racing Strasbourg. Dort kam er anfangs allerdings nicht zum Zuge, sondern bestritt 1935/36 18 Spiele für den Zweitligisten AS Villeurbanne Lyon, ehe der sich noch während der Saison aus dem Professionalismus zurückzog. Auch 1936/37 stand kein einziger Einsatz Mairesses für die Elsässer zu Buche; ebenso fehlte sein Name in deren Pokalendspielelf 1937. Denkbar, wenngleich nicht nachgewiesen ist, dass er wegen seiner gegen den Fußballverband und die Profiklubpräsidenten gerichteten Aktivitäten (siehe unten, Abschnitt „Leben außerhalb des Fußballplatzes“) zeitweise gesperrt worden war. Bis zur Saison 1939/40 soll er danach noch für Strasbourg aktiv gewesen sein.

### Stationen
- Klubs im Elsass und in Französisch-Nordafrika
- spätestens 1925–1932: FC Cette (ab 1928 in der Schreibweise Sète)
- 1932–1935: Red Star Olympique (1933/34 in der Division 2)
- 1935/1937–1939/40: Racing Strasbourg
- 1935/36: AS Villeurbanne Lyon (in der Division 2)

## In der Nationalelf
Jacques Mairesse hat insgesamt sechs A-Länderspiele (kein Tor) bestritten; er debütierte im März 1927 gegen Portugal. Es dauerte dann bis zum Juni 1932, ehe er eine erneute Berufung des französischen Sélectionneurs-Komitees unter Gaston Barreau erhielt. Dafür lief er bei seinem dritten Länderspiel gegen Rumänien sogar als Mannschaftskapitän auf, und er gehörte 1934 auch Frankreichs Spieleraufgebot für die Weltmeisterschaft in Italien an, obwohl er zu dieser Zeit mit seinem Verein nur in der zweiten Division spielte. Bei der WM kam er im Mai 1934 gegen Österreich zu seinem letzten Spiel im blauen Nationaltrikot, als er an der Seite von Étienne Mattler Jules Vandooren auf der Rechtsverteidigerposition ersetzte.

## Leben außerhalb des Fußballplatzes
Jacques Mairesse war „von bemerkenswerter Intelligenz und zeichnete sich durch höchstes Engagement aus“. Insbesondere die Transferregelung, nach der Berufsfußballer bis zu ihrem 35. Geburtstag ohne eigene Mitsprachemöglichkeit von ihren Klubs verkauft werden konnten, der umfassende Disziplinarkatalog und die niedrige Einkommenshöchstgrenze, die auch für ihn die Annahme einer bezahlten Nebentätigkeit erforderlich machte, bewogen ihn zum Handeln. Er wurde Spiritus rector und bis zu seinem frühen Tod Präsident der Bewegung von Profis, die 1936 eine Spielergewerkschaft, die Amicale des joueurs professionnels (AJP), ins Leben riefen, um mehr Einfluss auf ihre Vertrags- und Arbeitsbedingungen zu bekommen. Neben Mairesse gehörten dazu unter anderem Edmond Delfour, Raoul Diagne, Alfred Aston, Étienne Mattler und René Llense. Um den Jahreswechsel 1937/38 drohten sie dem Fußballverband sogar mit einem Boykott des Länderspiels gegen Belgien; dies blieb im Wesentlichen erfolglos, und eine starke Interessenvertretung der Berufsfußballer entstand in Frankreich erst 25 Jahre später.
Bereits 1933 hat er ein Buch über seine sportliche Leidenschaft und die materiellen Umstände der Anfänge des Berufsfußballs in Frankreich verfasst, das unter dem Titel „Football quand tu nous tiens“ (Fußball, wenn du uns ergreifst) von Éditions S.P.E. in Paris veröffentlicht wurde. Bald nach der französischen Mobilmachung (1939) in die Armee einberufen, geriet Jacques Mairesse während des Einmarsches deutscher Truppen in Frankreich im Juni 1940 in Kriegsgefangenschaft und wurde dort erschossen. Mit seinem Tod endeten auch die Aktivitäten der AJP.